# دیدبان جهانی کارآفرینی
دیدبان جهانی کارآفرینی (به انگلیسی: Global Entrepreneurship Monitor) (اختصاری GEM) یک کنسرسیوم دانشگاهی مرکب از گروه‌های علمی – پژوهشی است که هدف اصلی آن ارزیابی و ارائه داده‌های پژوهشی معتبر در سطح بین‌المللی در خصوص فعالیت‌های کارآفرینانه‌است. داده‌های کمی و کیفی حاصله در گزارش‌های جهانی GEM منبع ارزشمندی از اطلاعات برای تصمیم‌سازان و تصمیم گیرندگان کشورهای عضو است.
دفتر دیدبان جهانی کارآفرینی در ایران، در دانشکده کارآفرینی دانشگاه تهران مستقراست.

## تاریخچه
دیدبان جهانی کارآفرینی (GEM)، در سال ۱۹۹۹ با مشارکت کشورهای انگلیس، آمریکا، فنلاند و ایرلند، دانشگاه بابسون و دانشکدهٔ کسب و کار لندن و با حمایت بنیاد کارآفرینی کافمن ایجاد شد. در سال ۲۰۰۵ میلادی، دانشگاه بابسون و دانشکده کسب وکار لندن، انجمنی مستقل نیز تحت عنوان انجمن پژوهش‌های کارآفرینی جهانی (GERA} برای سرپرستی فعالیت‌های GEM، تأسیس کردند. دیده‌بان جهانی کارآفرینی، یک کنسرسیوم دانشگاهی متشکل از تیم‌های علمی- پژوهشی است که مأموریت اصلی آن ارزیابی و ارائه داده‌های پژوهشی معتبر در سطح بین‌المللی در خصوص فعالی تهای کارآفرینانه‌است. زیرا در دنیا تا قبل از تأسیس GEM داده‌های ارزشمند برای پژوهش در زمینه کارآفرینی در سطح ملی و بین‌المللی وجود نداشته‌است. با تلاش دانشکده کارآفرینی دانشگاه تهران و حمایت وزارت کار و امور اجتماعی، در سال ۱۳۸۶ (سال ۲۰۰۸ میلادی)، جمهوری اسلامی ایران به عنوان چهل و چهارمین کشور به GEM پیوست و دانشکده کارآفرینی دانشگاه تهران نماینده جمهوری اسلامی ایران در این سازمان جهانی شد.
در سال ۱۳۸۷، تعداد ۴۳ کشور در برنامه پژوهشی دیده‌بان جهانی کارآفرینی (GEM) مشارکت داشته اندو در سال ۱۳۸۸ (۲۰۰۹)، با ورود ۸ عضو جدید (فلسطین خودگردان، سوریه،...)، تعداد اعضای فعال این کنسرسیوم به ۵۱ کشور رسید. بر اساس نتایج برنامه ۲۰۰۸GEM، رتبه ایران برحسب شاخص کارآفرینی نوپا (با ۲/۹ درصد) در بین ۴۲ کشور عضو GEM، برابر ۱۹ می‌باشد. مجله علمی - پژوهشی مجله بین‌المللی پژوهش‌های جهانی کارآفرینی (ژور نال آو گلوبال انترپرنیورشیپ ریسرچ) نیز با همکاری دانشکده کارآفرینی دانشگاه تهران و دیده‌بان جهانی کارآفرینی، به سردبیری پروفسور نظام الدین فقیه وهیئت تحریریه ای مرکب از چهره‌های شاخص این رشته در سطح بین‌المللی منتشرمی‌شود.

## اهداف
به‌طور کلی اهداف برنامه پژوهشی دیده‌بان جهانی کارآفرینی عبارتند از:
- سنجش و ارزیابی سطح فعالیت کارآفرینانه میان کشورهای عضو،
- کشف رابطهٔ نظام مند میان کارآفرینی و رشد اقتصاد ملی،
- شناسایی عواملی مؤثر در توسعه کارآفرینی

دیده‌بان جهانی کارآفرینی با ارزیابی شاخص‌های استاندارد کارآفرینی و تحلیل فضای کسب و کار در کشورهای عضو، به نظام مندی رابطه بین کارآفرینی و رشد اقتصادی می‌پردازد. ارزیابی، تدوین و تبیین علمی شاخص‌های کارآفرینی و فضای کسبوکار، امکان تصمیم‌سازی، تصمیم‌گیری و سیاست‌گذاری صحیح و برنامه‌ریزی‌های کوتاه مدت، میان مدت و بلندمدت توسعه کارآفرینی بر اساس شاخص‌های جهانی را برای کارشناسان، مدیران، سیاستگذاران و سرمایه‌گذاران فراهم می‌سازد.